# SN 1997cy
SN 1997cy – supernowa typu IIn odkryta 16 lipca 1997 roku w galaktyce A043254-6142. W momencie odkrycia miała maksymalną jasność 17,40m.